# Мюллер, Ингер
И́нгер Мю́ллер (нем. Inger Müller) — швейцарская кёрлингистка.
Играла на позиции первого.
Чемпионка Швейцарии среди женщин (1995). В составе женской сборной Швейцарии участница чемпионата мира 1995 (заняли восьмое место) и двух чемпионатов Европы (1994 — четвёртое место; 1997 — пятое место).

## Достижения
- Чемпионат Швейцарии по кёрлингу среди женщин: золото (1995).

## Команды
| Сезон   | Четвёртый          | Третий          | Второй        | Первый       | Запасной                          | Турниры                                          |
| ------- | ------------------ | --------------- | ------------- | ------------ | --------------------------------- | ------------------------------------------------ |
| 1994—95 | Грациелла Грихтинг | Селина Брёлё    | Мадлена Брёлё | Ингер Мюллер | Клаудия Бинер                     | ЧЕ 1994 (4 место) · ЧШЖ 1995 · ЧМ 1995 (8 место) |
| 1997—98 | Грациелла Грихтинг | Джанет Хюрлиман | Клаудия Бинер | Ингер Мюллер | Эрика Мюллер тренер: Эрика Мюллер | ЧЕ 1997 (5 место)                                |

(скипы выделены полужирным шрифтом)